# Valle de Banderas
Valle de Banderas är en ort i Mexiko.   Den ligger i kommunen Bahía de Banderas och delstaten Nayarit, i den centrala delen av landet, 700 km väster om huvudstaden Mexico City. Valle de Banderas ligger 63 meter över havet och antalet invånare är 7 666.
Terrängen runt Valle de Banderas är platt åt sydost, men åt nordväst är den kuperad. Runt Valle de Banderas är det tätbefolkat, med 319 invånare per kvadratkilometer. Närmaste större samhälle är Ixtapa, 11,1 km söder om Valle de Banderas. Omgivningarna runt Valle de Banderas är en mosaik av jordbruksmark och naturlig växtlighet.